# بولی بولینگولی-ام‌بومبو
بولی بولینگولی-ام‌بومبو (انگلیسی: Boli Bolingoli-Mbombo؛ زادهٔ ۱ ژوئیهٔ ۱۹۹۵) یک بازیکن فوتبال اهل بلژیک است که در پست وینگر چپ و دفاع چپ برای کلوب بروژ در لیگ برتر فوتبال بلژیک بازی می‌کند.
وی پسرعموی جردن لوکاکو و روملو لوکاکو است.